# حرب استقلال غينيا بيساو
كانت حرب استقلال غينيا بيساو نزاع استقلال مسلح وقع في غينيا البرتغالية بين عامي 1963 و1974. جرت
الحرب بين البرتغال والحزب الأفريقي لاستقلال غينيا والرأس الأخضر، وهو حركة استقلال مسلحة تلقّت الدعم من كوبا والاتحاد السوفييتي، يشار إلى الحرب عمومًا بـ «فيتنام البرتغال» نظرًا إلى الأعداد الضخمة من الرجال وكميات المواد التي أنفقت في حرب طويلة كان معظمها حرب عصاباتٍ والاضطراب السياسي الداخلي الذي أحدثته في البرتغال. انتهت الحرب حين منحت البرتغال، بعد ثورة القرنفل لعام 1974، الاستقلال لغينيا بيساو وتلتها الرأس الأخضر بعد عام.

## الخلفية
كانت البرتغال قد طالبت بحقها في غينيا البرتغالية (وكذلك أرخبيل الرأس الأخضر القريب) منذ عام 1446، وكانت مركزًا تجاريًا رئيسيًا للسلع والعبيد الأفارقة خلال القرن الثامن عشر، قبل حظر الأولى من قبل السلطات البرتغالية. ومع ذلك، لم تسيطر البرتغال على الداخل بالكامل حتى النصف الثاني من القرن التاسع عشر. تواصل القتال المتقطع خلال أوائل القرن العشرين ولم تخضع جزر بيجاغوس للحكم البرتغالي حتى عام 1936.
كانت غينيا البرتغالية مستقلة عن حكومة الرأس الأخضر حتى عام 1887، حين حصلت على مكانة مقاطعة برتغالية منفصلة في ما وراء البحار. في عام 1892، نالت مكانة منطقة تتمتع بحكم ذاتي، وأصبحت مرةً أخرى مقاطعة في عام 1896. في بداية القرن العشرين، بدأت الإشارة إلى غينيا البرتغالية باسم «مستعمرة»، على الرغم من أنها كانت ما تزال تتمتع بالمكانة العامة لمقاطعة ما وراء البحار. مع سريان القانون الاستعماري البرتغالي لعام 1930، حلّت تسمية «مستعمرة» بالكامل محل تسمية «مقاطعة». بات يشار إلى غينيا البرتغالية في عام 1952، من خلال تعديل دستوري، مجددًا بمقاطعة ما وراء البحار، وفقدت بذلك مكانة «مستعمرة».
لم تتأسس أول حركة تحرير قبل عام 1956 من قبل أميلكار كابرال ورافايل باربوسا، الحزب الأفريقي لاستقلال غينيا والرأس الأخضر على الرغم من أنه كانت هناك دائمًا مقاومة محلية. كان إضراب عمال الموانئ في بيساو في 3 أغسطس عام 1959، النشاط الرئيسي الأول للحزب الأفريقي لاستقلال غينيا والرأس الأخضر. قمعت الشرطة الاستعمارية الإضراب بعنف وتوفي أكثر من 50 شخصًا، وبات الحادث يُعرف بمذبحة بيجيغويتي. أفضت المذبحة إلى تزايد كبير في الدعم الشعبي للحزب الأفريقي لاستقلال غينيا والرأس الأخضر.
بحلول عام 1960، تقرَّر نقل المقر إلى كوناكري في جمهورية غينيا المجاورة (غينيا الفرنسية السابقة) بهدف التحضير لكفاح مسلح. في 18 أبريل عام 1961، شكّل الحزب الأفريقي لاستقلال غينيا والرأس الأخضر إلى جانب جبهة تحرير موزمبيق والحركة الشعبية لتحرير أنغولا وحركة تحرير ساو تومي وبرنسيب مؤتمر المنظمات الوطنية للمستعمرات البرتغالية خلال مؤتمر في المغرب. كان الهدف الرئيسي للمنظمة تعاون حركات التحرر الوطني المختلفة في المستعمرات البرتغالية.

## القوات البرتغالية المسلحة ما وراء البحار وحزب الأفريقي لاستقلال غينيا والرأس الأخضر
وُصفت الحرب في غينيا ب«فيتنام البرتغال». كانت الحركة المتمردة الثورية الرئيسية الأصلية، الحزب الماركسي الأفريقي لاستقلال غينيا والرأس الأخضر أو بي إيه آي جي سي مدربةً بصورة جيدة وتمتعت بقيادة وتجهيز جيدين وتلقّت دعمًا كبيرًا من الملاذات الآمنة في البلدان المجاورة مثل السنغال وغينيا كوناكري. أثبتت غابات غينيا وقرب حلفاء الحزب الأفريقي لاستقلال غينيا والرأس الأخضر من الحدود أنها ذات فائدة كبيرة في توفير التفوق التكتيكي أثناء الهجمات عبر الحدود وبعثات إعادة الإمداد للمتمردين.
في عام 1961 شرع الحزب الأفريقي لاستقلال غينيا والرأس الأخضر بالقيام بأعمال تخريب في غينيا بيساو. امتلك البرتغاليون في بداية الأعمال الحربية سريتي مشاة فقط في غينيا بيساو وتركزت هاتين السريتين في البلدات الرئيسية مما منح المتمردين سيطرة حرة في الريف. فجّر الحزب الأفريقي لاستقلال غينيا والرأس الأخضر الجسور وقطع خطوط التيلغراف ودمر أجزاءًا من الطرق السريعة وأقاموا مخابئ للأسلحة ومواضع اختباء ودمر قرى فولا ومراكز إدارة ثانوية. في أواخر عام 1962 شن البرتغاليون هجومًا وطردوا كوادر الحزب الأفريقي لاستقلال غينيا والرأس الأخضر التي لم تندمج مع السكان المحليين.
اندلعت العمليات الحربية المفتوحة في يناير من عام 1963 حين هاجم مقاتلو حرب العصابات من الحزب الأفريقي لاستقلال غينيا والرأس الأخضر الحامية البرتغالية في تيتي، بالقرب من نهر كوروبال جنوب بيساو، عاصمة غينيا البرتغالية. وسرعان ما انتشرت أعمال حرب عصابات مماثلة في أنحاء المستعمرة، وبشكل رئيسي في الجنوب. كانت الجغرافيا، الغابات الكثيفة مع العديد من الممرات المائية، مواتية لنشاط العصابات. امتلك الحزب الأفريقي لاستقلال غينيا والرأس الأخضر عددًا قليلًا من الأسلحة، ربما مدفع رشاش واحد ومسدسين لكل مجموعة، ولذلك هاجم القوافل البرتغالية للحصول على المزيد من الأسلحة. حاربت كل مجموعة بشكل منعزل وأقامت غابة منعزلة عن الآخرين. تشكلت العديد من المجموعات على أسس قبلية ودينية. وبدأت هذه المجموعات بالإساءة إلى السكان المحليين وبدأ الناس بالفرار من المناطق «المحررة». تملَّك الرعب القيادة المركزية للحزب الأفريقي لاستقلال غينيا والرأس الأخضر وعدّت ذلك «نزعة قيادية» عسكرية. بحلول أكتوبر من عام 1963 بدأ البرتغاليون بالانتقام من نشاطات الحزب الأفريقي لاستقلال غينيا والرأس الأخضر بغارات من قاذفات قنابل، وبحلول نهاية عام 1963 هُجرت بعض القرى مع توجه السكان إلى الغابات.
في عام 1964، فتح الحزب الأفريقي لاستقلال غينيا والرأس الأخضر جبهته الثانية في الشمال. وشن البرتغاليون في أبريل عام 1964 هجومًا مضادًا. شارك في الهجوم 3000 برتغالي، مع دعم جوي، إلا أنهم أُرغموا على الانسحاب بعد 65 يومًا. قام الحزب الأفريقي لاستقلال غينيا والرأس الأخضر بغارات ضد البرتغاليين خلال الموسم الماطر. وفي وقت ما من عام 1964 فشل مخططو القوات الجوية البرتغالية في التحقق من هدفهم وقصفوا القوات البرتغالية. في عمل انتقامي هاجم الجنود والبحارة البرتغاليون ثكنات السرايا في بيساو عاصمة المستعمرة.
في عام 1965 امتدت الحرب إلى الجزء الشرقي من البلاد، وفي العام نفسه وسّع الحزب الأفريقي لاستقلال غينيا والرأس الأخضر هجماته في المنطقة الشمالية من البلاد، حيث كانت جبهة تحرير واستقلال غينيا، وهي قوة متمردة صغيرة، تقوم بأعمالها. بحلول هذا الوقت، بدأ الحزب الأفريقي لاستقلال غينيا والرأس الأخضر، بقيادة أميلكار كابرال، بتلقي دعم عسكري علني من الاتحاد السوفييتي وكوبا والصين.
أجبر نجاح عمليات حرب العصابات التي نفذها الحزب الأفريقي لاستقلال غينيا والرأس الأخضر القوات المسلحة البرتغالية فيما وراء البحار والمنتشرة في غينيا البرتغالية على الدفاع في مرحلة مبكرة، أُجبرت الأخيرة على أن تقصر ردها على الدفاع عن الأراضي والمدن التي كانت تسيطر عليها أساسًا. خلافًا للأقاليم الأفريقية الأخرى في البرتغال، كانت تكتيكات الوحدات الصغيرة البرتغالية الناجحة لمكافحة التمرد بطيئة التطور في غينيا. كانت آثار العمليات الدفاعية حيث نُشر الجنود بأعداد صغيرة لحراسة المباني أو المزارع أو البنية التحتية مدمِرة بشكل خاص على المشاة البرتغاليين النظاميين الذين أصبحوا عرضة لهجمات حرب العصابات خارج المناطق المأهولة من قبل قوات الحزب الأفريقي لاستقلال غينيا والرأس الأخضر.
انهارت معنوياتهم أيضًا مع النمو المطرد للمتعاطفين مع أعمال التحرير التي قام بها الحزب الأفريقي لاستقلال غينيا والرأس الأخضر والمجندين بين سكان الريف. في مدة قصيرة نسبيًا، نجح الحزب الأفريقي لاستقلال غينيا والرأس الأخضر في تقليص السيطرة العسكرية والإدارية على البلاد إلى منطقة صغيرة نسبيًا في غينيا.